# 원경 (전한)
원경(元頃, ? ~ 기원전 180년) 또는 원류(爰類)는 초한전쟁기 ~ 전한 초기의 군인이다.

## 행적
고제 전원년(기원전 206년)에 고제를 따라 유(留) 땅에서 신장(愼將)으로서 종군하였고, 도위가 되어 광무(廣武)를 지킨 공로로 염차후(厭次侯)에 봉해졌다.
고후 8년(기원전 180년)에 죽어 시호를 중(中)이라 하였고, 아들 원하가 뒤를 이었다.

## 출전
- 사마천, 《사기》 권18 고조공신후자연표(高祖功臣侯者年表)
- 반고, 《한서》 권16 고조공신후자연표(高惠高后文功臣表)